# Amphiophiura parconcava
Amphiophiura parconcava är en ormstjärneart som beskrevs av Litvinova 1981. Amphiophiura parconcava ingår i släktet Amphiophiura och familjen fransormstjärnor. Inga underarter finns listade i Catalogue of Life.